# レ・リュー
レ・リュー（越：Lê Lựu、1942年12月12日 - 2022年11月9日）は、ベトナムの作家である。
1942年にベトナム北部の農村に生まれ、新聞記者などの職を経て1964年に作家としてデビューした。
2022年11月9日、ベトナムフンイエンの自宅で死去。80歳没。

## 邦訳された作品
- 『はるか遠い日 あるベトナム 兵士の回想』 加藤則夫訳、めこん、2000年。